# Christoffer Mumme
Christoffer Mumme (1676-1737) var en dansk biskop.
Mumme blev født i Vedsø præstegård i Trondhjem Stift og var søn af præsten Gert Mumme (død 1691) og Cathrine Glad. Han blev student fra Trondhjem Skole 1692. Efter at have taget bakkalaurgraden 1693 blev han hører først i Thisted og derefter i Aalborg Skole. Da han var vel kendt med forholdene i Thisted, bidrog han til opredningen af den thistedske besættelsessag. 1698 tog han teologisk embedseksamen og var derefter atter hører i Aalborg til 1701, da han blev kaldet til personel kapellan hos den bekendte præst Frands Mikkelsen Vogelius i Åsted og Skærum i Vendsyssel og efterfulgte ham som sognepræst 1702.
1706 blev han magister og 1725 provst over Vennebjerg Herred, hvor han gjorde sig fortjent ved at virke for almueoplysningen og for istandsættelsen af de forfaldne kirker. I anledning af en udgave af vajsenhusbibelen fra 1732 kom han i strid med den københavnske præst Morten Reenberg, der klagede over, at den indeholdt pietistiske forklaringer. 1733 skrev Mumme en gendrivelse, hvori han brugte skarpe udtryk om de ortodokse og deres døde tro.
1735 blev han biskop i Aalborg, og ved hans ordination i København øvede Reenberg gengæld, i det han på en utilbørlig måde stiklede på ham både i sin skriftetale og intimation. Mumme døde i juni 1737. Han fik det vidnesbyrd, at han var "vittig og skarpsindig, i sit Embede retsindig og nidkjær". Han var gift med Elisabeth Magdalene født Ursin (eller Bjørn) (død 1769), en præstedatter fra Jerslev i Vendsyssel.
1723 udgav han for at fremme katekisationen i skolerne Undervisningsspørgsmaal for at forstaa Dr. M. Luthers liden Katekismus (en bearbejdelse af biskopperne Matthias Foss’, Henrik Bornemanns, Jens Bircherods og Frands Thestrups spørgsmål ved visitatserne, som tidligere brugtes i afskrift af skolelærerne). Skriftet blev stærkt medtaget af kritikken fra ortodoks side, men udkom dog i flere oplag.